# Amsterdamsche Football Club Ajax 2017-2018
Questa voce raccoglie le informazioni riguardanti l'Amsterdamsche Football Club Ajax nelle competizioni ufficiali della stagione 2017-2018.

## Stagione
In questa stagione i lancieri, sotto la guida di Marcel Keizer, vengono eliminati al terzo turno preliminare di Champions League dal Nizza e ai playoff di Europa League dal Rosenborg, rimanendo così fuori dalle competizioni europee. Il 21 dicembre, dopo l'eliminazione agli ottavi di Coppa per mano del Twente e con la squadra 5 punti dietro al PSV in campionato, Keizer viene esonerato. Viene sostituito da Michael Reiziger ad interim, che vince contro il Willem II e poi lascia il posto a Erik ten Hag.

## Organigramma societario
Area direttiva
- Presidente:  Hennie Henrichs

Area tecnica
- Allenatore:  Marcel Keizer fino al 21-12-2017;  Erik ten Hag dal 01-01-2018

## Rosa
| N. |                        | Ruolo | Calciatore          |
| -- | ---------------------- | ----- | ------------------- |
| 1  | Camerun (bandiera)     | P     | André Onana         |
| 3  | Paesi Bassi (bandiera) | D     | Joël Veltman        |
| 4  | Paesi Bassi (bandiera) | D     | Matthijs de Ligt    |
| 5  | Austria (bandiera)     | D     | Maximilian Wöber    |
| 6  | Paesi Bassi (bandiera) | C     | Donny van de Beek   |
| 7  | Brasile (bandiera)     | C     | David Neres         |
| 8  | Paesi Bassi (bandiera) | C     | Daley Sinkgraven    |
| 9  | Paesi Bassi (bandiera) | A     | Klaas-Jan Huntelaar |
| 10 | Marocco (bandiera)     | C     | Hakim Ziyech        |
| 11 | Germania (bandiera)    | A     | Amin Younes         |
| 12 | Grecia (bandiera)      | P     | Kōstas Lamprou      |
| 15 | Paesi Bassi (bandiera) | C     | Carel Eiting        |
| 17 | Rep. Ceca (bandiera)   | A     | Václav Černý        |
| 18 | Norvegia (bandiera)    | C     | Dennis Johnsen      |
| 19 | Colombia (bandiera)    | A     | Mateo Cassierra     |

| N. |                        | Ruolo | Calciatore           |
| -- | ---------------------- | ----- | -------------------- |
| 20 | Danimarca (bandiera)   | A     | Lasse Schøne         |
| 21 | Paesi Bassi (bandiera) | C     | Frenkie de Jong      |
| 22 | Paesi Bassi (bandiera) | P     | Benjamin van Leer    |
| 23 | Paesi Bassi (bandiera) | A     | Siem de Jong         |
| 25 | Danimarca (bandiera)   | A     | Kasper Dolberg       |
| 26 | Paesi Bassi (bandiera) | D     | Nick Viergever       |
| 28 | Colombia (bandiera)    | D     | Luis Manuel Orejuela |
| 31 | Paesi Bassi (bandiera) | P     | Norbert Alblas       |
| 34 | Paesi Bassi (bandiera) | C     | Abdelhak Nouri       |
| 35 | Paesi Bassi (bandiera) | D     | Mitchell Dijks       |
| 37 | Paesi Bassi (bandiera) | D     | Damil Dankerlui      |
| 42 | Paesi Bassi (bandiera) | D     | Deyovaisio Zeefuik   |
| 45 | Paesi Bassi (bandiera) | A     | Justin Kluivert      |
|    | Argentina (bandiera)   | D     | Nicolás Tagliafico   |

## Statistiche

### Statistiche di squadra
| Competizione     | Punti | Totale | Totale | Totale | Totale | Totale | Totale | Totale |
| Competizione     | Punti | G      | V      | N      | P      | Gf     | Gs     | Dr     |
| ---------------- | ----- | ------ | ------ | ------ | ------ | ------ | ------ | ------ |
| Eredivisie       | 79    | 34     | 25     | 4      | 5      | 87     | 39     | +56    |
| KNVB beker       | -     | 3      | 2      | 1      | 0      | 10     | 3      | +7     |
| Champions League | [ 2 ] | 2      | 0      | 2      | 0      | 3      | 3      | 0      |
| Europa League    | [ 3 ] | 2      | 0      | 0      | 2      | 2      | 4      | -2     |
| Totale           | -     | 41     | 27     | 7      | 7      | 105    | 49     | +61    |